# ن. باتريك كروكس
ن. باتريك كروكس هو قاضي ومحامي وسياسي أمريكي، ولد في 16 مايو 1938 في غرين باي في الولايات المتحدة، وتوفي في 21 سبتمبر 2015 في ماديسون في الولايات المتحدة. انتخب قاضي Wisconsin Supreme Court ‏.